# Clara Tauson
Clara Tauson, (Koppenhága, 2002. december 21. –) junior Grand Slam-tornagyőztes és junior világelső dán hivatásos teniszezőnő.
A 2017. évi nyári európai ifjúsági olimpiai fesztiválon egyéniben aranyérmet szerzett. A 2018. évi junior Európa-bajnokság győztese. 2019-ben megnyerte az Australian Open lány egyéni versenyét. 2019-ben első dán teniszezőként junior világelső volt. 13 éves korában megnyerte Dánia teniszbajnokságát, ezzel ő a legfiatalabb, aki ezt a címet megszerezte.
2017 óta profi teniszjátékos. Pályafutása során egyéniben három WTA-, egy WTA125K- és 11 ITF-tornagyőzelmet aratott. Legjobb világranglista helyezése egyéniben a 15. hely, amelyre 2025. augusztus 11-én került, párosban a 83. hely, amelyet 2025. augusztus 18-án ért el. Felnőtt Grand Slam-tornákon a legjobb egyéni eredményét a 2024-es Roland Garroson és a 2025-ös wimbledoni teniszbajnokságon érte el, amelyeken a 4. körbe jutott. Párosban a legjobb eredménye a 2025-ös wimbledoni teniszbajnokságon elért 2. kör.
2017 óta Dánia Fed-kupa csapatának tagja.

## Junior Grand Slam döntői

### Egyéni

#### Győzelmek (1)
| Év   | Bajnokság       | Borítás | Ellenfél         | Eredmény |
| ---- | --------------- | ------- | ---------------- | -------- |
| 2019 | Australian Open | Kemény  | Leylah Fernandez | 6–4, 6–3 |

## WTA-döntői

### Egyéni

#### Győzelmei (3)
| Összesítés                   |
| Grand Slam-torna (0)         |
| WTA 1000 (kötelező)* (0)     |
| WTA 1000 (nem kötelező)* (0) |
| WTA 500* (0)                 |
| WTA 250* (3)                 |

|    | Dátum                | Torna                       | Borítás    | Ellenfél a döntőben | Eredmény a döntőben | Eredmény a döntőben |
| 1. | 2021. március 7.     | Lyon Open, Lyon             | Kemény     | Viktorija Golubic   | 6–4, 6–1            |                     |
| 2. | 2021. szeptember 19. | Luxembourg Open, Luxembourg | Kemény (f) | Jeļena Ostapenko    | 6–3, 4–6, 6–4       |                     |
| 3. | 2025. január 5.      | ASB Classic, Auckland       | Kemény     | Ószaka Naomi        | 4–6, 0–0, feladta   |                     |

#### Elveszített döntői (2)
|    | Dátum             | Torna                              | Borítás    | Ellenfél a döntőben | Eredmény a döntőben | Eredmény a döntőben |
| 1. | 2021. október 31. | Courmayeur Ladies Open, Courmayeur | Kemény (f) | Donna Vekić         | 6–7(3), 2–6         |                     |
| 2. | 2025. február 22. | Dubai Tennis Championships, Dubaj  | Kemény     | Mirra Andrejeva     | 6–7(1), 1–6         |                     |

## WTA 125K-döntői

### Egyéni

#### Győzelmei (1)
|    | Dátum               | Torna                       | Borítás | Ellenfél a döntőben | Eredmény a döntőben |
| 1. | 2021. augusztus 22. | Chicago Challenger, Chicago | Kemény  | Emma Raducanu       | 6–1, 2–6, 6–4       |

#### Elveszített döntői (3)
|    | Dátum              | Torna                        | Borítás    | Ellenfél a döntőben | Eredmény a döntőben |
| 1. | 2022. december 18. | Open de Limoges, Limoges     | Kemény (f) | Anhelina Kalinyina  | 3–6, 7–5, 4–6       |
| 2. | 2024. április 21.  | Oeiras Ladies Open, Oeiras   | Salak      | Suzan Lamens        | 4–6, 7–5, 4–6       |
| 3. | 2024. október 6.   | Hong Kong 125 Open, Hongkong | Kemény     | Ajla Tomljanović    | 6–4, 4–6, 4–6       |

## ITF döntői

### Egyéni: 15 (11–4)
| Díjazás                           |
| --------------------------------- |
| $100,000 torna                    |
| $80,000 torna                     |
| $40,000/50,000/60,000 torna (3–1) |
| $25,000 torna (3–1)               |
| $15,000 torna (4–2)               |
| $10,000 torna                     |

| Eredmény | Gy–D | Dátum                | Torna                                                | Borítás     | Ellenfél                 | Eredmény         |
| -------- | ---- | -------------------- | ---------------------------------------------------- | ----------- | ------------------------ | ---------------- |
| Döntős   | 0–1  | 2017. október 29.    | Djursholm Ladies, Svédország                         | Kemény (f)  | Jacqueline Awad          | 4–6, 0–6         |
| Győztes  | 1–1  | 2017. november 5.    | Stockholm Ladies, Svédország                         | Kemény (f)  | Jekatyerina Jasina       | 6–3, 6–2         |
| Győztes  | 2–1  | 2019. március 3.     | Magic Tours (Monastir), Tunézia                      | Kemény      | Arianne Hartono          | 6–2, 6–1         |
| Győztes  | 3–1  | 2019. március 17.    | Pingshan Open, Kína                                  | Kemény      | Liu Fang-csou            | 6–4, 6–3         |
| Győztes  | 4–1  | 2019. március 24.    | ITF Xiamen, Kína                                     | Kemény      | Kuo Mej-csi              | 2–6, 6–3, 6–2    |
| Döntős   | 4–2  | 2019. június 16.     | Future Nord (Kaltenkirchen), Németország             | Salak       | Yuki Naito               | 6–4, 4–6, 0–6    |
| Döntős   | 4–3  | 2019. június 30.     | Tennis International Darmstadt, Németország          | Salak       | Volha Havarcova          | 1–6, 6–7(3)      |
| Győztes  | 5–3  | 2019. szeptember 15. | Meitar Open, Izrael                                  | Kemény      | Katharina Hobgarski      | 4–6, 6–3, 6–1    |
| Győztes  | 6–3  | 2020. február 23.    | Scottish Championships (Glasgow), Egyesült Királyság | Kemény (f)  | Viktorija Tomova         | 6–4, 6–0         |
| Győztes  | 7–3  | 2020. augusztus 23.  | Oeiras Magnesium K Active Cup, Portugália            | Salak       | María Gutiérrez Carrasco | 6–3, 6–2         |
| Győztes  | 8–3  | 2021. január 24.     | Fujairah, Egyesült Arab Emírségek                    | Kemény      | Viktorija Golubic        | 6–0, 4–6, 6–3    |
| Győztes  | 9–3  | 2021. február 21.    | AK Ladies Open (Altenkirchen), Németország           | Szőnyeg (f) | Simona Waltert           | 3–6, 6–1, 6–3    |
| Győztes  | 10–3 | 2022. december 4.    | Selva di Val Gardena, Olaszország                    | Kemény (f)  | Emina Bektas             | 6–3, 7–5         |
| Győztes  | 11–3 | 2023. február 19.    | Altenkirchen, Németország                            | Szőnyeg (f) | Greet Minnen             | 7–6(5), 4–6, 6–2 |
| Döntős   | 11–4 | 2023. március 26.    | Maribor, Szlovénia                                   | Kemény      | Mai Hontama              | 4–6, 6–3, 4–6    |

### Páros: 1 (0–1)
| Eredmény | Gy–D | Dátum             | Tournament                                           | Borítás | Partner     | Ellenfelek                            | Eredmény       |
| -------- | ---- | ----------------- | ---------------------------------------------------- | ------- | ----------- | ------------------------------------- | -------------- |
| Döntős   | 0–1  | 2020. február 23. | Scottish Championships (Glasgow), Egyesült Királyság | Kemény  | Lara Salden | Myrtille Georges Kimberley Zimmermann | 6–7(2), 6–7(5) |

## Eredményei Grand Slam-tornákon

### Egyéni
| Grand Slam | Australian Open | Australian Open    | Roland Garros | Roland Garros      | Wimbledon      | Wimbledon          | US Open  | US Open          |
| Év         | Eredmény        | Utolsó ellenfél    | Eredmény      | Utolsó ellenfél    | Eredmény       | Utolsó ellenfél    | Eredmény | Utolsó ellenfél  |
| 2020       | –               | –                  | 2. kör        | Danielle Collins   | elmaradt       | elmaradt           | –        | –                |
| 2021       | Selejtező (Q1)  | Selejtező (Q1)     | 2. kör        | Viktorija Azaranka | 1. kör         | Barbora Krejčíková | 2. kör   | Ashleigh Barty   |
| 2022       | 3. kör          | Danielle Collins   | –             | –                  | 1. kör         | Mai Hontama        | 1. kör   | Garbiñe Muguruza |
| 2023       | –               | –                  | 3. kör        | Elina Avaneszjan   | Selejtező (Q3) | Selejtező (Q3)     | 2. kör   | Peyton Stearns   |
| 2024       | 2. kör          | Viktorija Azaranka | 4. kör        | Iga Świątek        | 1. kör         | Danielle Collins   | 2. kör   | Gyiana Snajgyer  |
| 2025       | 3. kör          | Arina Szabalenka   | 3. kör        | Amanda Anisimova   | 4. kör         | Iga Świątek        |          |                  |

## Év végi világranglista-helyezései
| Év     | 2017 | 2018 | 2019 | 2020 | 2021 | 2022 | 2023 | 2024  |
| Egyéni | 938. | 863. | 267. | 152. | 44.  | 128. | 85.  | 52.   |
| Páros  | —    | —    | —    | 630. | 450. | 848. | –    | 1027. |